# Anonyma Matmissbrukare
Anonyma Matmissbrukare eller FAA (efter Food Addicts Anonymous) är ett tolvstegsprogram för att tillfriskna från sockerberoende och matmissbruk. Det första tolvstegsprogrammet var Anonyma Alkoholister och precis som andra tolvstegsgrupper har man haft deras steg som grund. En skillnad är att FAA också har en matplan som ska hjälpa de beroende att hålla sig abstinenta.

## Historik
FAA, Food addicts anonymous, grundades i december 1987 i West Palm Beach, Florida av en kvinna vid namn Judith C. FAA startades för att man ville ha en plats att diskutera problematisk mat på. Dessutom ville man få sjukdomen erkänd som ett beroende och inte bara ett känslomässigt problem med tvångsmässigt överätande.

## FAA egen beskrivning
"FAA, Anonyma Matmissbrukare, är en gemenskap av människor, som delar sina erfarenheter, styrka och hopp med varandra för att försöka lösa sitt gemensamma problem och hjälpa andra att tillfriskna från den sjukdom som orsakar ett matberoende en dag i taget.
Det enda villkoret för medlemskap i FAA, är en önskan att sluta äta beroendeframkallande mat.
FAA kräver inga inträdes- eller medlemsavgifter. Vi är självförsörjande genom egna frivilliga bidrag. FAA har ingen anknytning till någon religion, politisk organisation eller institution. Vi samarbetar INTE med något diet- eller viktminskningsprogram. Vi deltar inte i offentliga debatter och framträder varken som förespråkare för eller motståndare till något annat. Vårt främsta syfte är att bli och förbli abstinenta och hjälpa andra som lider av ett matberoende."

## De tolv stegen
1. Vi erkände att vi var maktlösa inför vårt matberoende, att vi förlorat kontrollen över våra liv.
2. Vi kom till tro på att en kraft starkare än vi själva, kunde hjälpa oss att återfå vårt förstånd.
3. Vi beslöt att lägga vår vilja och vårt liv i händerna på Gud, så som vi själva uppfattade honom.
4. Vi företog en genomgripande och oförskräckt moralisk självrannsakan.
5. Vi erkände inför Gud oss själva och en medmänniska, alla våra fel och brister och innebörden av dem.
6. Vi var helt och hållet beredda att låta Gud avlägsna dessa karaktärsfel.
7. Vi bad Gud ödmjukt att avlägsna alla våra brister.
8. Vi gjorde upp en förteckning över alla de personer vi hade gjort illa och var beredda och gottgöra dem alla.
9. Vi gottgjorde dem alla så länge det var oss möjligt, utan att skada dem eller andra.
10. Vi fortsatte vår självrannsakan och erkände genast när vi hade fel
11. Vi försökte genom bön och meditation fördjupa vår medvetna kontakt med Gud, sådan vi uppfattade honom, varvid endast bad om insikt om hans vilja med oss och styrka att utföra den.
12. När vi som en följd av dessa steg hade haft ett inre uppvaknande, försökte vi föra detta budskap vidare till andra matberoende och tillämpa dessa principer i alla våra angelägenheter.

## De tolv traditionerna
1. Vår gemensamma välfärd bör komma i första hand, personlig utveckling för flertalet är beroende av sammanhållningen i FAA.
2. För vår grupp finns endast en auktoritet, en kärleksfull Gud såsom han ger sig till känna i vårt gruppsamvete.
3. Det enda villkoret för medlemskap i FAA, är en önskan att sluta äta beroendeframkallande mat.
4. Varje grupp ska vara självstyrande, utom i angelägenheter som berör en annan grupp eller FAA som helhet.
5. Varje FAA grupp har endast ett syfte: Att föra budskapet vidare till andra matberoende som fortfarande lider.
6. En FAA grupp bör aldrig gå i borgen, finansiera eller låna sitt namn till någon närbesläktade sammanslutningar eller utomstående företag så inte problem med pengar, egendom och anseende avleder oss från vårt ursprungliga, andliga mål.
7. Varje FAA grupp bör vara helt självförsörjande och avböja bidrag utifrån.
8. FAA bör alltid förbli icke-professionellt, men våra servicecentra kan anställa personal för speciella uppgifter.
9. Våra grupper som sådana bör aldrig organiseras, men vi kan tillsätta råd och kommittéer för serviceverksamhet, som är direkt ansvariga inför dem de tjänar.
10. FAA tar aldrig ställning för eller emot i yttre angelägenheter, följaktligen bör vårt namn FAA aldrig dras in i offentliga tvister eller debatter.
11. Vårt tillvägagångssätt vid kontakt med allmänheten är baserat på dragningskraft snarare än på propaganda. Vi bör alltid iaktta personlig anonymitet i förhållande till press, radio, TV och film. Vi bör särskilt noggrant skydda alla FAA-medlemmars anonymitet.
12. Anonymiteten är den andliga grundvalen för alla våra traditioner och påminner oss ständigt om att sätta princip före person.